# Соломон, Кенни
Кенни Соломон (англ. Kenny Solomon; род. 8 октября 1979) — южноафриканский шахматист, гроссмейстер (2015), тренер.
В составе сборной Южно-Африканский республики участник 9-и Олимпиад (1998—2014).